# Strike Party!!!
「Strike Party!!!」（ストライク パーティー!!）は、日本の女性歌手グループ、BeForUの4枚目のシングル、メジャーで2枚目のシングルである。

## 解説
2007年1月17日にavex modeより「CDのみ」、「CD+DVD」の2形態で発売された。DVDには「Strike Party!!!」のプロモーションビデオ、メイキングビデオが収録されている。
NHKテレビアニメ『MAJOR 3rd season』前期エンディングテーマ。『GuitarFreaksV4 Яock×Rock』、『DrumManiaV4 Яock×Rock』提供曲。
ゲームではEXTREME（難易度）でのスネアの配置が原曲と違う。

## 収録曲

### CD
全曲 作詞：小坂りゆ
1. Strike Party!!!
作曲・編曲：LOVE+HATE
2. BALA≠BALA
作曲・編曲：Ryo
3. Strike Party!!! (instrumental)
4. BALA≠BALA (instrumental)

### DVD
1. Strike Party!!! 〜MUSIC CLIP〜
2. making of Strike Party!!!